# Danil Chalimow
Danil Tachirowitsch Chalimow (kasachisch Данил Тахирович Халимов; * 6. Juli 1978 in Nischni Tagil, Sowjetunion, heute Russland; † 15. Oktober 2020 in Jekaterinburg, Russland) war ein kasachischer Ringer.

## Karriere
Danil Chalimow gewann bei den Asienspielen 2002 und bei den Asienmeisterschaften 2004 jeweils die Bronzemedaille im Weltergewicht des griechisch-römischen Stils. In Athen vertrat er Kasachstan bei den Olympischen Spielen 2004. Er belegte im Weltergewicht (s. Gewichtsklassen) den fünften Rang.
Chalimow starb am 15. Oktober 2020 im Alter von 42 Jahren an den Folgen einer SARS-CoV-2-Infektion.